# بوبليوس فارينيوس
كان بوبليوس فارينيوس (باللاتينية: Publius Varinius) بريتور روماني، وعانى خسارة فادحة أمام قوات سبارتاكوس خلال حرب العبيد الثالثة.
لا يوجد سرد تاريخي كامل لمسيرته في حرب العبيد الثالثة، ولكننا نعرف أن هناك قوة من 2000 رجل قادها مندوبه، لوسيوس فوريوس ولقيت الهزيمة، وأنهى معركة لاحقة انتهت بالهزيمة أيضًا قوامها 4000 رجل آخر. تم تعيين فارينيوس لاحقا في منصب حاكم مقاطعة آسيا عام 65 قبل الميلاد.